# Chiesa di Santa Lucia (Mazzarino)
La chiesa di Santa Lucia è un edificio di culto ubicato nel centro storico di Mazzarino, in provincia di Caltanissetta, appartenente alla diocesi di Piazza Armerina.

## Storia

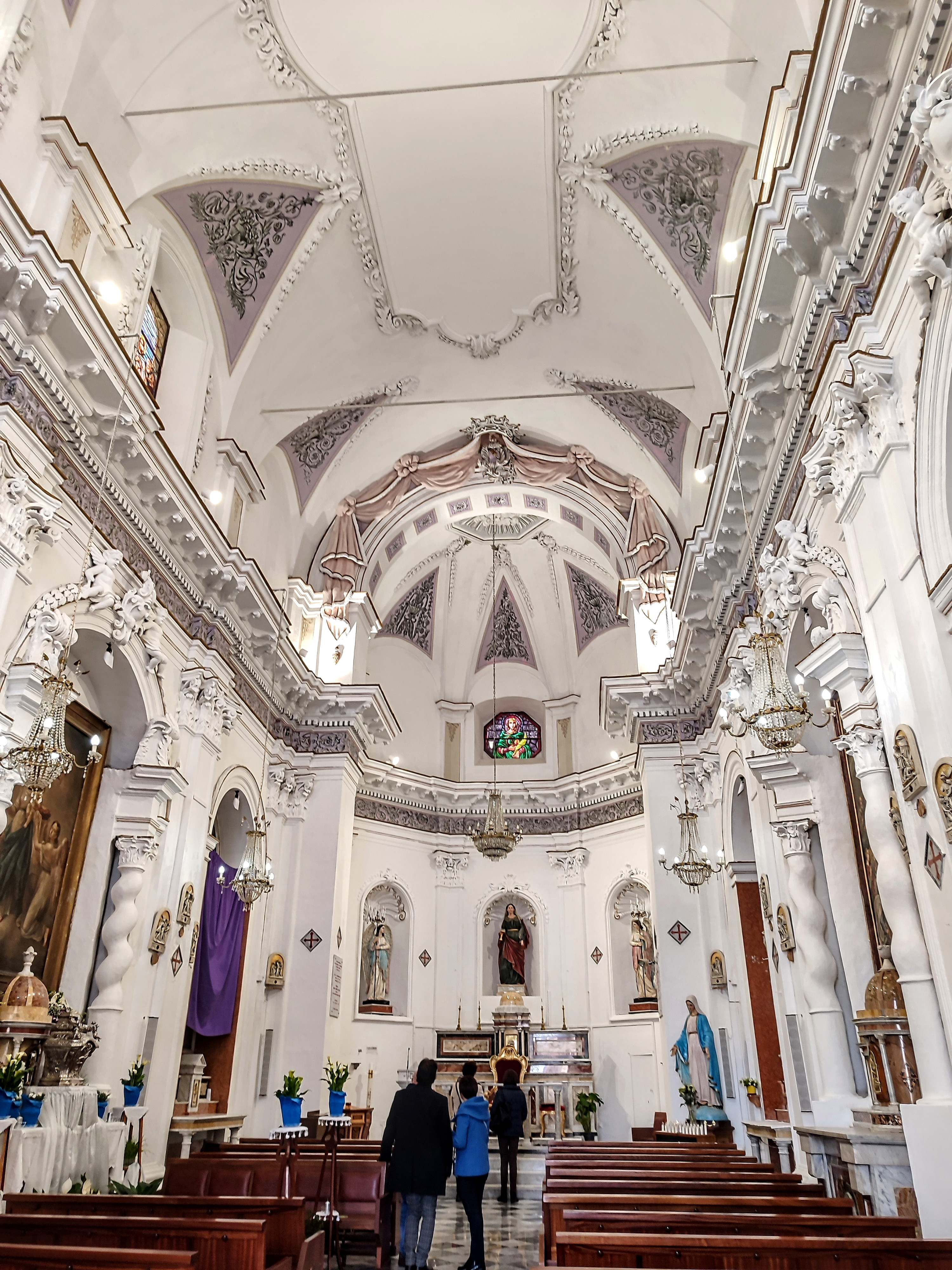
Interno chiesa di Santa Lucia

Stando alle fonti storiche pervenute, l'origine della chiesa è sconosciuta, tuttavia lo storico e abate Rocco Pirri riporta che fino al 1530 esistesse nelle adiacenze della chiesa attuale un'abbazia di monaci benedettini e che la chiesa fosse annessa alla stessa.
Il convento tuttavia cessò di esistere già nel corso del XV secolo.
Sino alla sua erezione a parrocchia, avvenuta nel 1923, con decreto vescovile del 9 luglio del 1923, la chiesa era suffraganea della Madrice Santa Maria della Neve, per l'amministrazione dei sacramenti.
Nel XVIII secolo, a causa delle precarie condizioni strutturali, venne ristrutturata dalle fondamenta e abbellita con stucchi per volontà del sacerdote don Antonino Zanchì e dalla di lui sorella, come riportato dallo storico Pietro di Giorgio Ingala.
Un'iscrizione su uno scudo in pietra riporta la seguente dicitura:
Negli anni trenta alla chiesa furono annessi i locali parrocchiali di via Bartoli.

## Descrizione

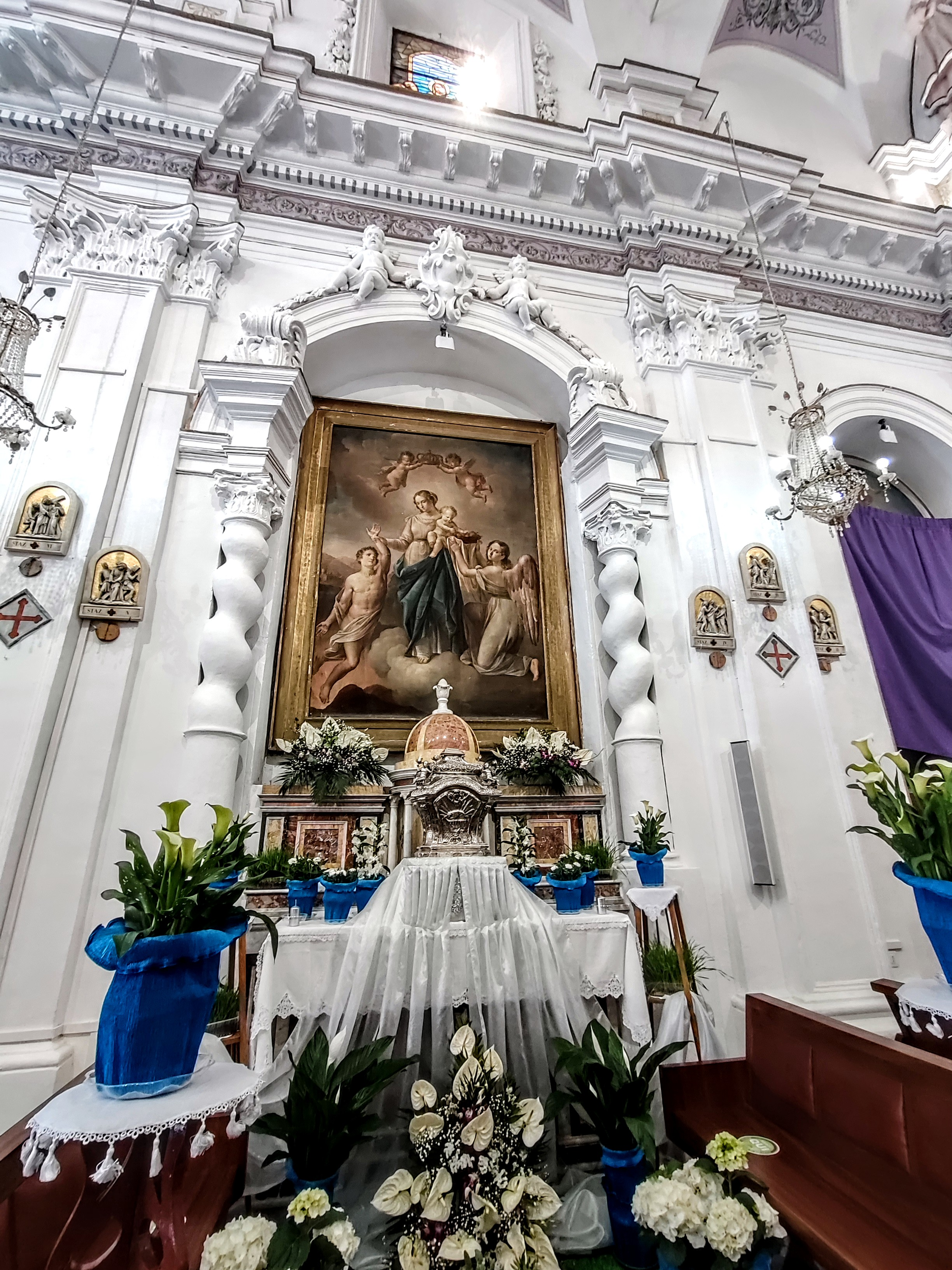
Altare della Madonna del Lume

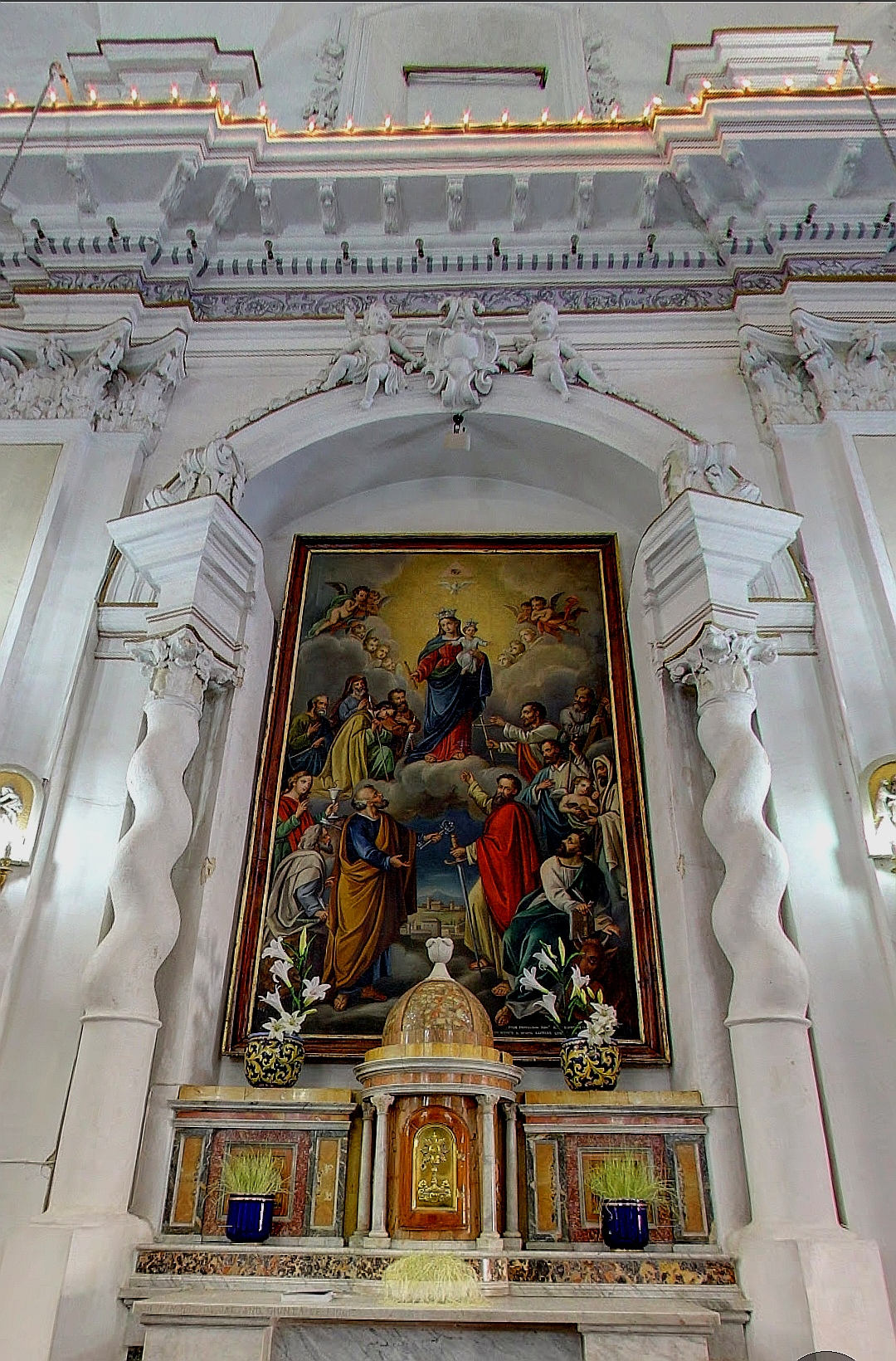
Tela di Domenico Provenzani

La chiesa è ad unica navata con longitudine rivolta ad occidente.
Il prospetto, che si affaccia su Corso Vittorio Emanuele, presenta un grande portone di ingresso con arco a tutto sesto, sormontato da un timpano semicircolare a sesto ribassato in pietra locale, al di sopra del quale si apre una finestra rettangolare con cornice in pietra intagliata e timpano spezzato. Agli angoli due grandi paraste in pietra.
Completano la prospettiva nel fastigio sommitale una trabeazione e un timpano triangolare.
La chiesa ha cinque altari, compreso il maggiore.
Degno di nota è l'altare di destra in stucchi con colonne tortili e putti che sorreggono scudi e inscrizioni, in cui è collocata una tela del 1878 riproducente Maria Ausiliatrice, opera di Domenico Provenzani. Analogamente sull'altare nel lato sinistro vi è una tela raffigurante la madonna del Lume, opera del Catanese, pittore locale di origini catanesi.
Seguono l'altare del santissimo crocifisso e del Sacro Cuore di Gesù.
L'altare maggiore, in marmi, è dedicato a santa Lucia, la cui statua è posta in una nicchia sull'altare, cui fa velo un quadro della Santa martire siciliana.
Ai lati dell'altare si trovano due nicchie che ospitano due angeli cherubini.
Le pareti della chiesa sono decorate con stucchi settecenteschi in stile tardo barocco siciliano, con colonne tortili, putti, capitelli corinzi e motivi floreali.